# Liberec
Liberec é uma cidade checa localizada na região de Liberec, distrito de Liberec.